# 尾苔蛾属
尾苔蛾属（学名：Atolmis）为裳蛾科的一个属。

## 下属物种
本属包括以下物种：
- 白条文灯蛾 Atolmis albifascia Fang,1982
- 红颈尾苔蛾 Atolmis rubricollis Linnaeus, 1758
- Atolmis unifascia Hampson, 1901